# Накано, Франциск Ксаверий Хироаки
Франциск Ксаверий Хироаки Накано (род. 15 апреля 1951, Кагосима) — католический прелат, пятый епископ Кагосимы с 7 июля 2018 года.

## Биография
Изучал богословие и философию в Высшей семинарии Святого Сульпиция в Фукуоке. 
2 апреля 1978 года рукоположён в священники для служения в епархии Кагосимы. Служил секретарём епископа Кагосимы, главным редактором епархиального журнала (1978—1981), викарием в приходе Камаоике (1981—1984). С 1984 по 1988 года обучался в Папском Урбанианском университете в Риме, по окончании которого защитил диссертацию на соискание научной степени лицензиата по догматическому богословию. 
В последующие годы служил настоятелем прихода Тамазато (1988—1993), прихода Назе (1993—2008), епархиальным канцлером (2005—2009), настоятелем прихода Святого Франциска Ксаверия (2009—2011), духовным отцом в семинарии «Japan Catholic Seminary», викарием в приходе Сибуси (2011—2013), вице-ректором семинарии «Japan Catholic Seminary» (2013—2017), с 2017 года — ректором этой же семинарии.
7 июля 2018 года римский папа Франциск назначил его епископом Кагосимы. 8 октября 2018 года состоялось его рукоположение в епископы, которое совершил епископ Кагосимы Павел Кэндзиро Корияма в сослужении с архиепископом Осаки, кардиналом Томасом Акино Манъё Маэдой и архиепископом Нагасаки Иосифом Мицуаки Таками.